# María Jiménez Gutiérrez
María José Jiménez Gutiérrez (Alacant, 17 de setembre de 2000) és una futbolista professional valenciana que juga com a defensa al València CF de la Lliga F.
Jiménez va començar la seua carrera a l'Sporting Plaza Argel B, jugant posteriorment a Elx, Llevant i València.
Va patir una lesió l'abril del 2021, que la va mantindre de baixa per a la resta de la temporada. A la pretemporada següent, el 2022, tornà a patir una lesió que provocà una operació al genoll dret l'octubre del 2022.